# ناتالی ویتری
ناتالی ماریا ویتری خمینز (متولد ۶ اکتبر ۱۹۷۴) یک وکیل و نماینده مجلس اکوادوری است. در سال ۲۰۲۱ از به عضویت چهارمین دوره قانونگذاران ملی اکوادور درآمد.

## زندگی
ویتری در ۶ اکتبر سال ۱۹۷4 زاده شد. والدین او خوزه ویتری پنیا و لئونور جیمنز کامپوزانو هستند و خواهر بزرگتر او سینتیا ویتری بود.
وی در دفتر شهردار مشغول به کار بود و به‌عنوان مشاور ثابت دومنیکا تاباچی، که معاون شهردار گوایاکیل شد، کار کرد.
در ماه مارس ۲۰۰۷، دادگاه عالی انتخابات، ۵۷ نماینده مجلس ملی را از کار برکنار کرد. ویتری یکی از این سیاستمداران بود. نمایندگان دو بار به این تصمیم اعتراض نمودند و موفق نیز شدند. هرچند موقعیت شغلی آنها دیگر در دسترس نبود. کمیسیون بین آمریکایی حقوق بشر به بیش از ۵۰ نفر از آنها خسارت بخشید. تا تاریخ مه۲۰۲۱، مالیات پرداخت نشده بود.

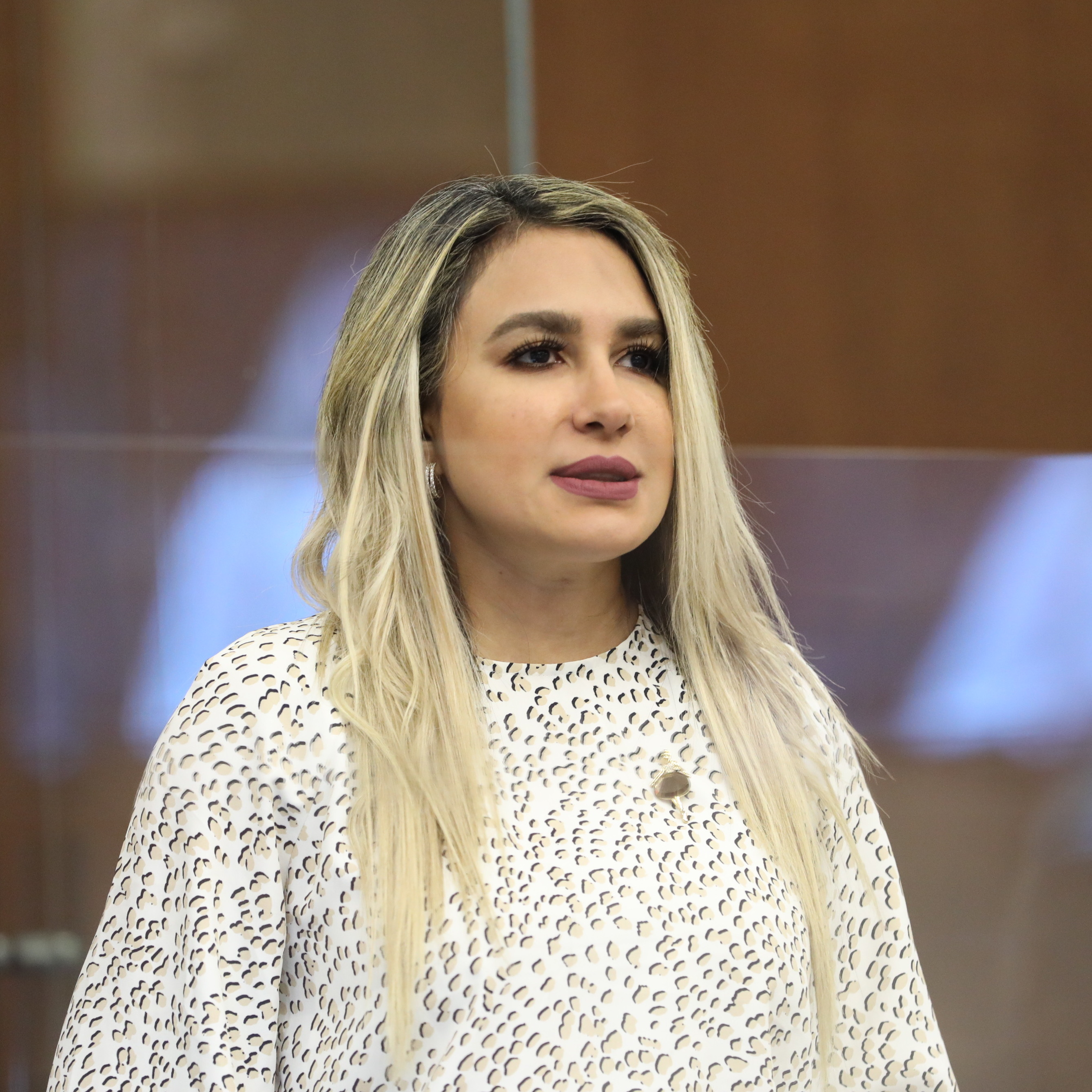
در سال ۲۰۲۲

با این حال ویتری بار دیگردر سال ۲۰۲۱ به عضویت مجلس ملی درآمد. ویتری اهل گوایاکیل است که خواهر او سینتیا ویتری شهردار آن است.
در نوامبر ۲۰۲۱، وی یکی از ۸۱ کاردانی بود که از رای دادن امتناع کردند که این کار، اجازه پذیرش قانون پیشرفت اقتصادی و استوار مالی را داد. جسیکا کاستیلو، رزا سردا، آنا هررا، گیسلا مولینا و پاتریشیا سانچز از جمله سایر افرادی بودند که از رای دادن امتناع کردند.
در سال ۲۰۲۲ طی گفت و گویی از استفاده از کلرید سدیم برای سقط جنین سخن گفت. طبق سخن سازمان بهداشت جهانی این اتفاق رخ نمی‌دهد. ویتری بخش زیادی پادرمانی در مجمع انجام می‌دهد. به‌طور متوسط اعضای مجلس هر کدام حدود ده پادرمیانی در طول ده ماه اول جلسات عمومی جلسه جدید انجام می‌دادند. در این هنگام ویتری بیش از ۴۰ نفر راکسب نمود و او را تا مارس ۲۰۲۲ در میان پنج پادرمیانی برتر قرار داد.

## زندگی خصوصی
ناتالی ویتری با اسکار کرو ازدواج نمود. حاصل ازدواج آنها دو بچه شد.